# Bosc Estatal del Canigó
El bosc Estatal del Canigó (Forêt Domaniale du Canigou, en francès) és un bosc de 9.498 ha d'extensió, aproximadament, de nou termes comunals de la comarca del Conflent, a la Catalunya del Nord.
Està situat al sud-oest del terme de Vallmanya, en el vessant nord del Canigó. Té el codi d'identificació de l'ONF F16234J. Protegit per reial decret des de juliol del 1840 pel que fa a la part de bosc del terme comunal de Vallmanya, fou ampliat, amb canvi de nom inclòs, ja durant el segle xx, en successives fases d'agrupació de boscos estatals, amb l'afegitó de noves adquisicions de l'estat. Té el seu punt més alt a 2.784 m alt, i el més baix, a 490. L'any 2012 fou reconegut com a Grand site de France.
Només la meitat de la seva superfície és boscosa, amb avets blancs, pins negres, pins roigs, altres pins, faigs, alzines, roures martinencs, roures de fulla gran i diverses altres espècies arbòries; l'altra meitat és ocupada per landes, prats, penya-segats i tarteres. L'isard, el gall fer, la rata mesquera, el trencalòs i el llop gris en són algunes de les espècies animals més emblemàtiques.
S'estén al llarg de nou comunes conflentines: Castell de Vernet, Clarà i Villerac, Estoer, Fillols, Pi de Conflent, Taurinyà, Vallestàvia, Vallmanya i Vernet.
El bosc està sotmès a una explotació gestionada per l'Office National des Forêts (ONF), atès que la propietat del bosc és estatal, procedent d'antigues possessions reials.